# Чемпіонат світу з легкої атлетики 2019 — метання диска (жінки)

Переможна спроба Яйме Перес

Змагання з метання диска серед жінок на Чемпіонаті світу з легкої атлетики 2019 у Досі проходили 2 та 4 жовтня на стадіоні «Халіфа».

## Напередодні старту
На початок змагань основні рекордні результати були такими:
| WR | Габріеле Райнш (GDR)    | 76,80 | Нойбранденбург   | 7 липня 1988   |
| CR | Мартіна Гелльманн (GDR) | 71,62 | Рим              | 31 серпня 1987 |
| WL | Яйме Перес (CUB)        | 69,39 | Соттвіль-ле-Руан | 16 липня 2019  |

Чемпіонка світу-2017 Сандри Перкович не виграла жодного змагання в межах Діамантової ліги-2019 та намагалась впродовж сезону вийти на звичний для себе рівень після травм. Водночас, кубинка Яйме Перес, переможниця трьох (з п'яти) стартів дискоболок в лізі та володарка найкращого результату сезону, розглядалась як фаворитка змагань.

## Результати

### Кваліфікація
Кваліфікаційні змагання впевнено виграла Яйме Перес спробою на 67,78. Умовою проходження до фіналу було метання на 63,00 м або входження до 12 найкращих за результатом атлеток у обох групах кваліфікації.

### Фінал
Фінальні змагання виграла Яйме Перес.
| Місце | Атлетка                  | #1    | #2    | #3    | #4    | #5    | #6    | Результат | Примітки |
| ----- | ------------------------ | ----- | ----- | ----- | ----- | ----- | ----- | --------- | -------- |
| 1     | Яйме Перес (CUB)         | 68,10 | 65,01 | 65,76 | 68,01 | 69,17 | 64,61 | 69,17     |          |
| 2     | Денія Кабальєро (CUB)    | х     | 66,80 | 67,32 | 68,44 | х     | 65,64 | 68,44     |          |
| 3     | Сандра Перкович (HRV)    | 66,72 | 62,30 | 66,19 | х     | х     | х     | 66,72     |          |
| 4     | Чень Ян (CHN)            | 59,54 | 61,50 | 63,38 | х     | 61,31 | х     | 63,38     |          |
| 5     | Фен Бінь (CHN)           | 62,48 | х     | х     | 61,31 | х     | 61,00 | 62,48     |          |
| 6     | Фернанда Мартінш (BRA)   | 60,47 | 62,44 | 61,11 | х     | х     | 62,24 | 62,44     |          |
| 7     | Валарі Олман (USA)       | х     | 61,82 | 59,40 | х     | х     | х     | 61,82     |          |
| 8     | Надіне Мюллер (GER)      | х     | 59,88 | 60,98 | 61,55 | х     | 60,35 | 61,55     |          |
| 9     | Клаудіне Віта (GER)      | 60,77 | 59,14 | х     |       |       |       | 60,77     |          |
| 10    | Меліна Робер-Мішон (FRA) | х     | 59,99 | 57,64 |       |       |       | 59,99     |          |
| 11    | Крістін Пуденц (GER)     | 55,94 | 57,69 | х     |       |       |       | 57,69     |          |
| —     | Лаулауга Таусага (USA)   | х     | х     | х     |       |       |       | —         | NM       |